# Muda
En la zoologia, la muda (en artròpodes conegut com a ècdisi) és el procés, sovint periòdic, de canvi les estructures epidèrmiques o de renovació de certes estructures en alguns animals, com ara: el pèl, les plomes, la pell, les dents o les banyes. Alguns insectes fins i tot muden d'ales.
Les serps, per exemple, muden de pell periòdicament.

## Muda en artròpodes i ecdisozous
En artròpodes i altres ecdisozous ha una cutícula externa contínua o exoesquelet que es muda d'una vegada, fenomen conegut amb el nom específic de ècdisi (del grec antic ἔκδυσις (ékdusis, "remoció")). La muda és estimulada per l'hormona ecdisona. En el procés sembla que hi col·laboren les anomenades cèl·lules Inka. El període entre cada muda es diu estadi. L'animal entra primer en un període de repòs abans de procedir a la muda. Quan emergeix, la nova cutícula és tova i de color pàl·lid i el subjecte és diu teneral. Pot trigar un parell d'hores en endurir-se i adquirir el seu color normal. L'exoesquelet descartat porta el nom de exúvia. Alguns artròpodes continuen tenint mudes durant tot el cicle biològic, mentre altres tenen un nombre fix de mudes, com la majoria dels insectes, que a més, no muden en estadi de imago (o adult).

## Muda en rèptils
En els rèptils el canvi de la capa còrnia més externa de l'epidermis es produeix, sota control hormonal, entre dues i dotze vegades a l'any. En els ofidis o serps ocorre d'una vegada, abandonant com a resultat una camisa que, a l'igual que en els artròpodes, conserva els detalls de la morfologia externa de l'animal. En altres rèptils la muda ocorre per pegats. Els rèptils poden presentar fàneres, estructures ressaltades derivades de l'epidermis, com són les ungles o els "pèls" dels dits dels dragons (fam. gecònids).

## Muda en les aus

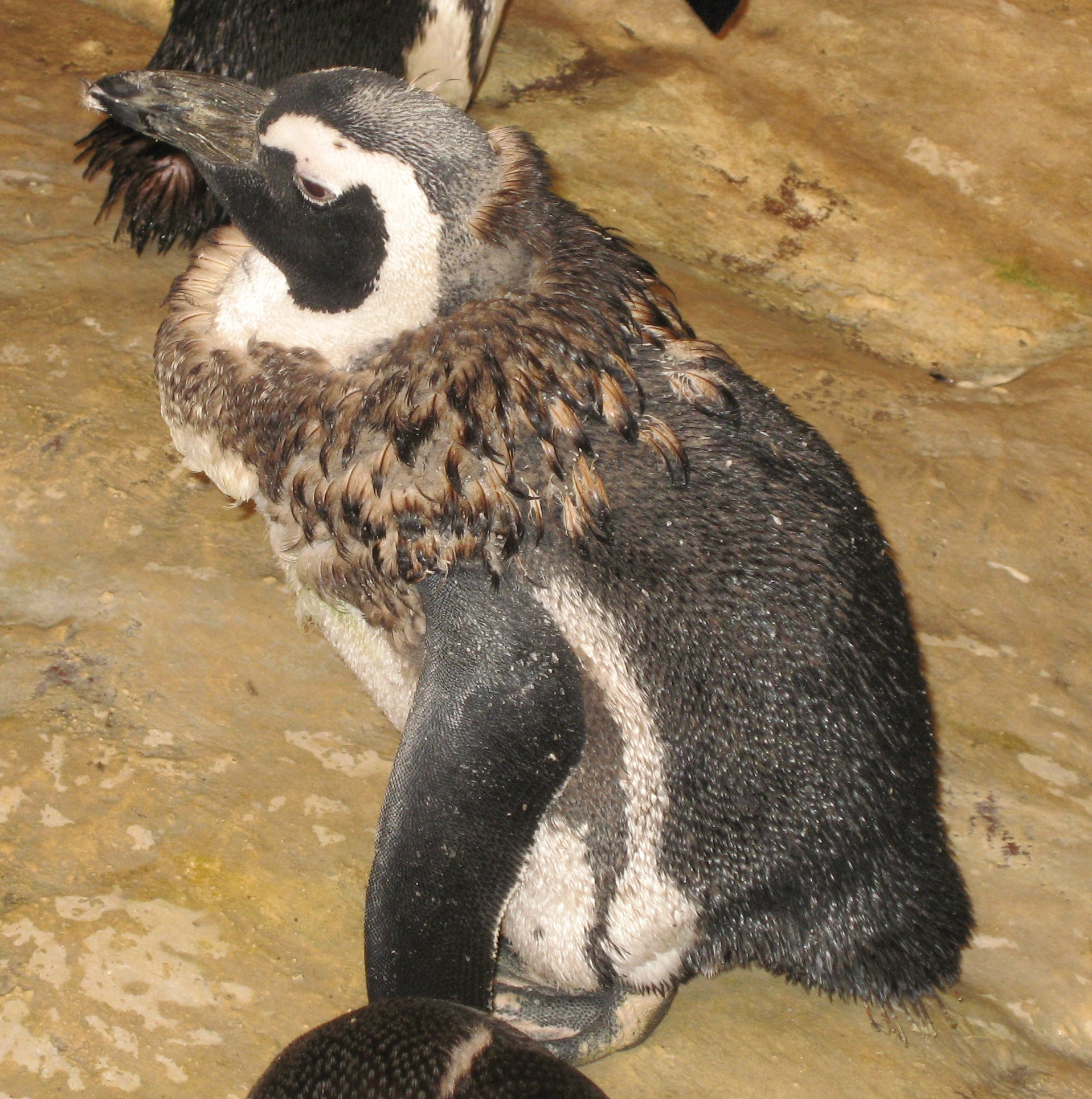
Pingüi Spheniscus demersus en muda.

Les aus, que deriven de rèptils dinosaures, presenten fàneres d'un tipus especial, les plomes, que es trobaven també en alguns dinosaures. La muda pot implicar l'alternança estacional entre plomatges de diferents característiques. Les plomes velles es desprenen poc a poc, de manera que l'animal no queda nu (amb l'excepció d'alguns tucans) ni presenta calbes, encara que la muda de les plomes responsables del vol pot obligar-lo a romandre a terra i buscar refugi durant un curt període de l'any, denominat mancada, com passa en molts anátids. El procés de renovació sol iniciar-se en el cap i avançar cap a la cua.
El plomatge característic d'una au que ha mudat després de la reproducció es coneix com plomatge post-reproductiu, o en la terminologia Humphrey-Parkes plomatge bàsic. Els plomatges reproductius o les variacions del plomatge bàsic es coneixen en el sistema Humphrey-Parkes com plomatges alternatius. La muda és anual en la majoria de les espècies, encara que algunes poden tenir dues mudes a l'any, i les grans aus rapinyaires poden mudar només una vegada cada pocs anys. Els patrons de muda varien entre espècies. En els passeriformes, les plomes de vol són reemplaçades d'una en una iniciant el cicle amb la primària més interna. Quan es muda la cinquena de les sis plomes primàries, la ploma terciària més externa comença a desprendre's. Després que es mudin les terciàries més internes, les secundàries comencen a mudar-se començant des de la més interna i així fins a les plomes més externes (muda centrífuga). Les cobertores primàries grans es muden al mateix temps que les primàries amb què es superposen. Generalment les plomes de la cua es muden i reemplacen començant pel parell més interior, però, s'observen mudes centrípetes de plomes de la cua als caprimúlgids. La muda centrífuga és diferent en les plomes de la cua dels picots i els cèrtids, en què comença pel segon parell de plomes més internes i acaba amb el parell central, de manera que l'au manté la capacitat d'ajudar-se de la seva cua per trepar. El patró general que s'observa en les ales dels cuculiformes, específicament, a la secció primària tenen la següent transició: les plomes amb nombres imparells es substitueixen primer, i després les plomes parells, en aquest ordre la caiguda de les plomes de la cua es realitza completament per després substituir amb noves plomes.

## Muda en els mamífers
També en els mamífers es produeix una muda equivalent de cabells. Es produeix poc a poc, de manera distribuïda. En els que habiten en climes estacionals de latituds mitjanes i altes, solen alternar pelatges diferenciats per a l'estació càlida i la freda.
Els humans també compten amb un procés de muda, encara que aquest es dona de manera contínua. Les cèl·lules epidèrmiques s'estan contínuament renovant a través de divisions mitòtiques de les cèl·lules mare basals de l'epidermis. A mesura que aquestes es van dividint, empenyen a la resta de cèl·lules, i les de les últimes capes acaben desprenent-se.